# Решица
Ре́шица (рум. Reșița, нем. Reschitz, венг. Resicabánya (Решицабанья), серб. Решица, чеш. Rešice) — город в западной Румынии, административный центр жудеца Караш-Северин. Крупный промышленный центр и транспортный узел.

## Экономика

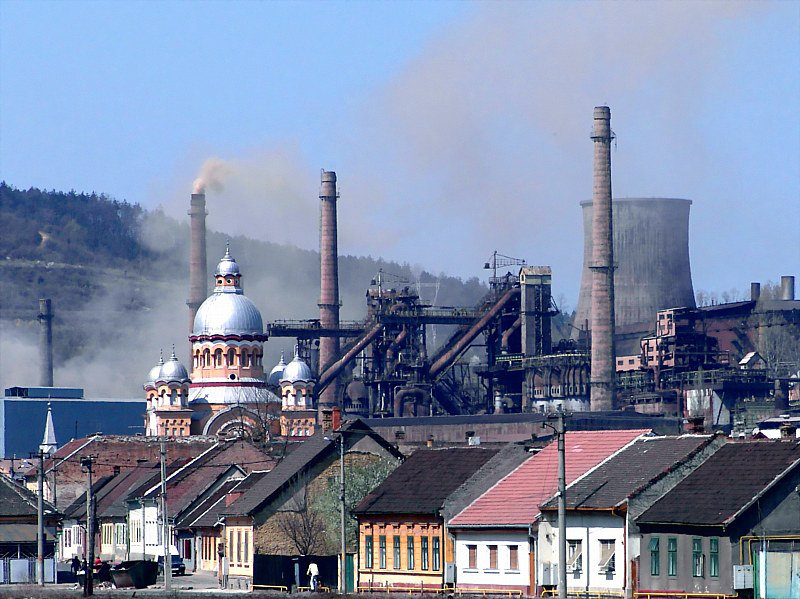
Заводы

Решица рассматривается как второй крупнейший промышленный центр Румынии. Решица является важным центром автомобилестроения и производства стали. Металлургический комбинат в Решице принадлежит российской Трубной металлургической компании и после модернизации производит трубную заготовку. В городе развито тяжелое машиностроение (оборудование для электроэнергетики, нефтяной, металлургической, металлообрабатывающей промышленности), химическая, пищевая промышленность, производство стройматериалов.

## Транспорт

### Общественный транспорт

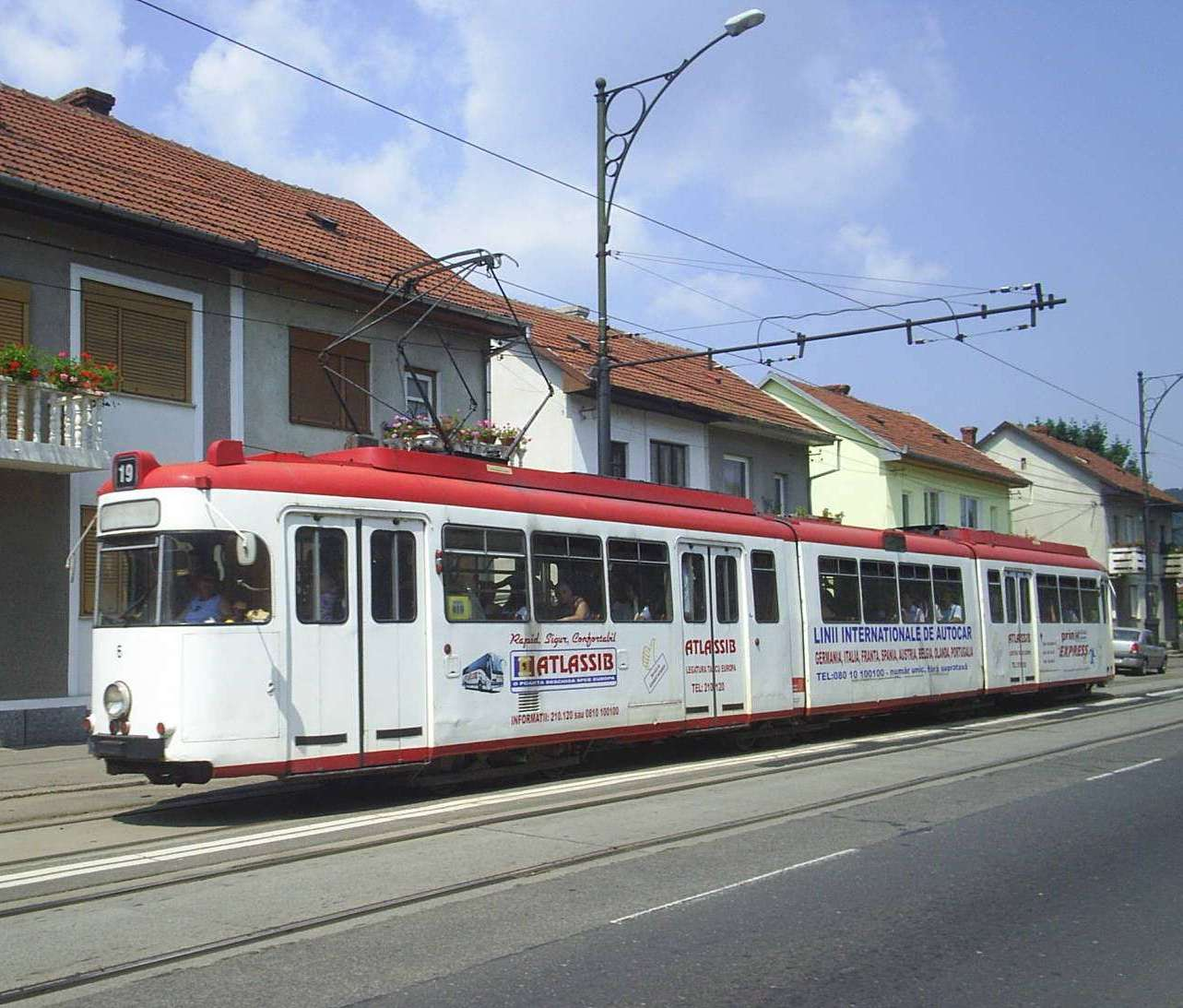
Трамвай

Общественный транспорт в городе представлен  автобусами 5 маршрутов,трамвайная система, работавшая с 1988 года была закрыта в 2011 году имела 2 маршрута, управляются автобусы кампанией Prescom. Город Рещица располагается в длинной долине, и буквально отстроен вдоль одного плотного коридора – отсюда идеальные условия для линии общественного транспорта с большой провозной способностью.  Единственным недостатком было то, что вся линия проходила в смешанном потоке транспорта. C 2019 года в Решице строилась трамвайная линия 2-го поколения, которая фактически представляет собой перестроенную ранее существовавшую линию, хотя и без менее популярного небольшого участка до Ренк на севере, и до села Ставила на юге. 12 декабря 2024 года трамвайное сообщение было снова открыто. На новой линии работают 18-метровые трамваи Durmazlar турецкого производства.

## Торговля

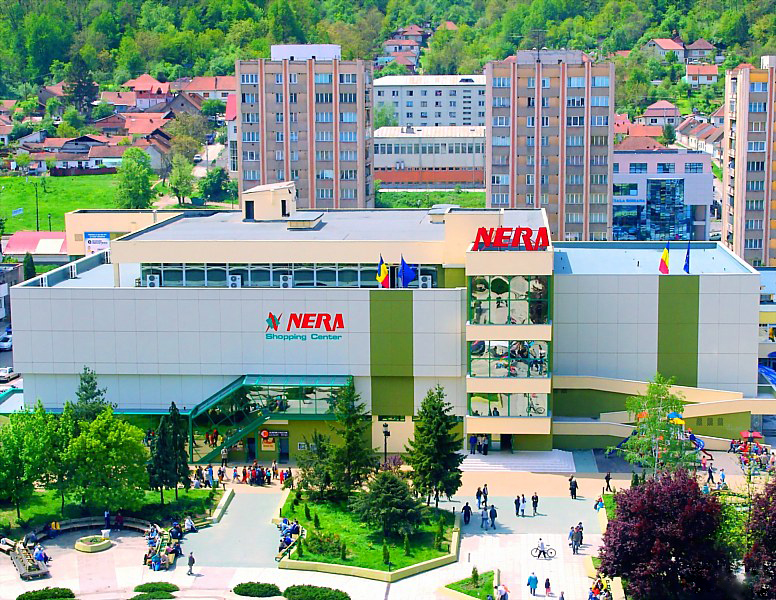
Шоппинг-центр Nera

В городе представлены супермаркеты торговый сетей Carrefour, Plus, Billa, Kaufland. Имеется крупный шоппинг-центр Nera, расположенный в центре города.